# カルボニル冶金

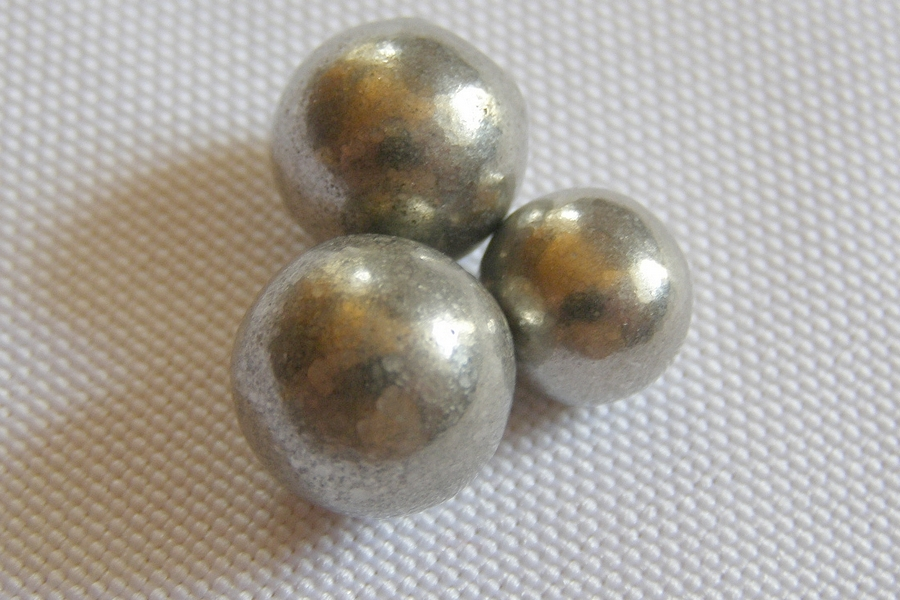
モンドプロセスによって作られたニッケルの球

カルボニル冶金（英語：Carbonyl metallurgy）は、鉄、ニッケルなどの金属を金属カルボニルガスにして鉱石から抽出する冶金技術である。また、蒸着メッキにもちいられることもある。この技術はニッケルなど一部の金属が一酸化炭素と結合して金属カルボニルの気体になりやすい性質を利用している。
鉄カルボニルは、5つの一酸化炭素分子が鉄原子にペンダント結合しているペンタカルボニル鉄として安定しているが、テトラカルボニルニッケルは、ニッケル原子に4つの一酸化炭素分子が結合して安定している。両方とも約75度の温度で粉末金属を一酸化炭素ガスにさらすことによって形成できる。両方の金属カルボニルは175度近くで分解され蒸気メッキされた金属コーティングになる。蒸気メッキされた堆積物の厚さは、使用される金属カルボニルの量およびめっきプロセスの期間を制御することによって、望む厚さにすることができる。
ヴァーレ・リミテッドはモンドプロセスによって年間1億ポンド（約45000トン）以上のニッケル金属を生産しています。カルボニルプロセスは、産業用のカスタム形状の金型を製造するために使用されてきた。このような金型は、プラスチック成形やその他の製造技術で使用されてきた。 William Jenkinは、カルボニル冶金で使用される技術と手順の多くを開発した。
欠点は金属カルボニルの毒性の強さでガス化した金属カルボニルは人体に対して極めて有毒で皮膚からも吸収されるためガスマスクで防げないためカルボニル冶金はガスが外部に漏出しない環境で行わなければならない。

カルボニル冶金は、将来多くの用途が見出される可能性のある低温金属コーティング技術として有用である。

テトラカルボニルニッケル
ペンタカルボニル鉄